# Liste der Mitglieder der American Academy of Arts and Sciences/1837
Im Jahr 1837 wählte die American Academy of Arts and Sciences 4 Personen zu ihren Mitgliedern.

## Neugewählte Mitglieder
- Niccolò Cacciatore (1770–1841)
- Charles Thomas Jackson (1805–1880)
- Lambert Adolphe Jacques Quetelet (1796–1874)
- David Humphreys Storer (1804–1891)